# Людовик III (герцог Орлеанський)
Людовик ΙΙΙ (3 лютого 1549, Фонтенбло — 24 жовтня 1550 Мант-ла-Жолі) герцог Орлеанський, другий син і четверта дитина в сім'ї Генріха ІІ — короля Франції, і Катерини Медичі. Брат трьох королів Франції —  Франциска II, Карла IX і Генріха III.

## Біографія
У сім'ї Генріха II і Катерини Медичі довго не народжувалися діти. Тільки до 1544 народився перший син, а потім Єлизавета і Клод. Людовик народився слідом за ними у Фонтенбло 3 лютого 1549 року і був 2-м до черги спадкування французької корони. Як і його старший брат, був відданий на виховання до Діані Пуатьє. За деякими даними, його хотіли зробити спадкоємцем герцога Урбінського, але плани не були здійснені. Після хрещення, він помер у місті Мант-ла-Жолі 24 жовтня 1550 року.